# اولین ۵۰۳

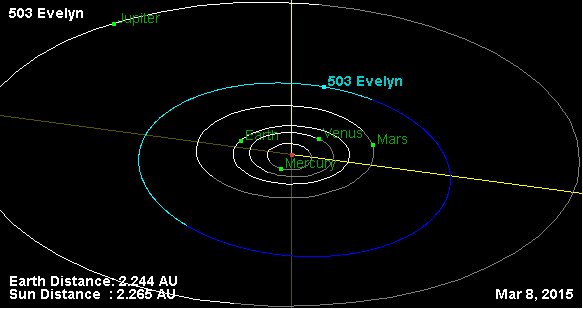
مدار سیارک ۵۰۳ و موقعیت آن در منظومه شمسی.

سیارک ۵۰۳ (به انگلیسی: 503 Evelyn، نامگذاری:1903LF) پانصد و سومین سیارک کشف شده‌است که در ۱۹ ژانویه ۱۹۰۳ و در هایدلبرگ کشف شد.
قدر مطلق سیارک برابر ۹٫۱۴ است.